# مهدی‌آباد (بازفت)
مهدی‌آباد روستایی در دهستان بازفت بالا بخش بازفت شهرستان کوهرنگ استان چهارمحال و بختیاری ایران است.

## جمعیت
بر پایه سرشماری عمومی نفوس و مسکن در سال ۱۳۹۵ جمعیت این روستا ۱۲۷ نفر (۳۶خانوار) بوده‌است.

## مردم
مردم این روستا از ایل بختیاری می باشند.